# Fehérhasú zöldgalamb
A fehérhasú zöldgalamb (Treron seimundi) a madarak osztályának galambalakúak (Columbiformes) rendjéhez és a galambfélék (Columbidae) családjához tartozó faj.
A magyar név forrással nincs megerősítve.

## Előfordulása
Laosz, Malajzia, Thaiföld és Vietnám területén honos.

## Alfajai
- Treron seimundi modestus (Delacour, 1926)
- Treron seimundi seimundi (Robinson, 1910)